# مضخم أولي

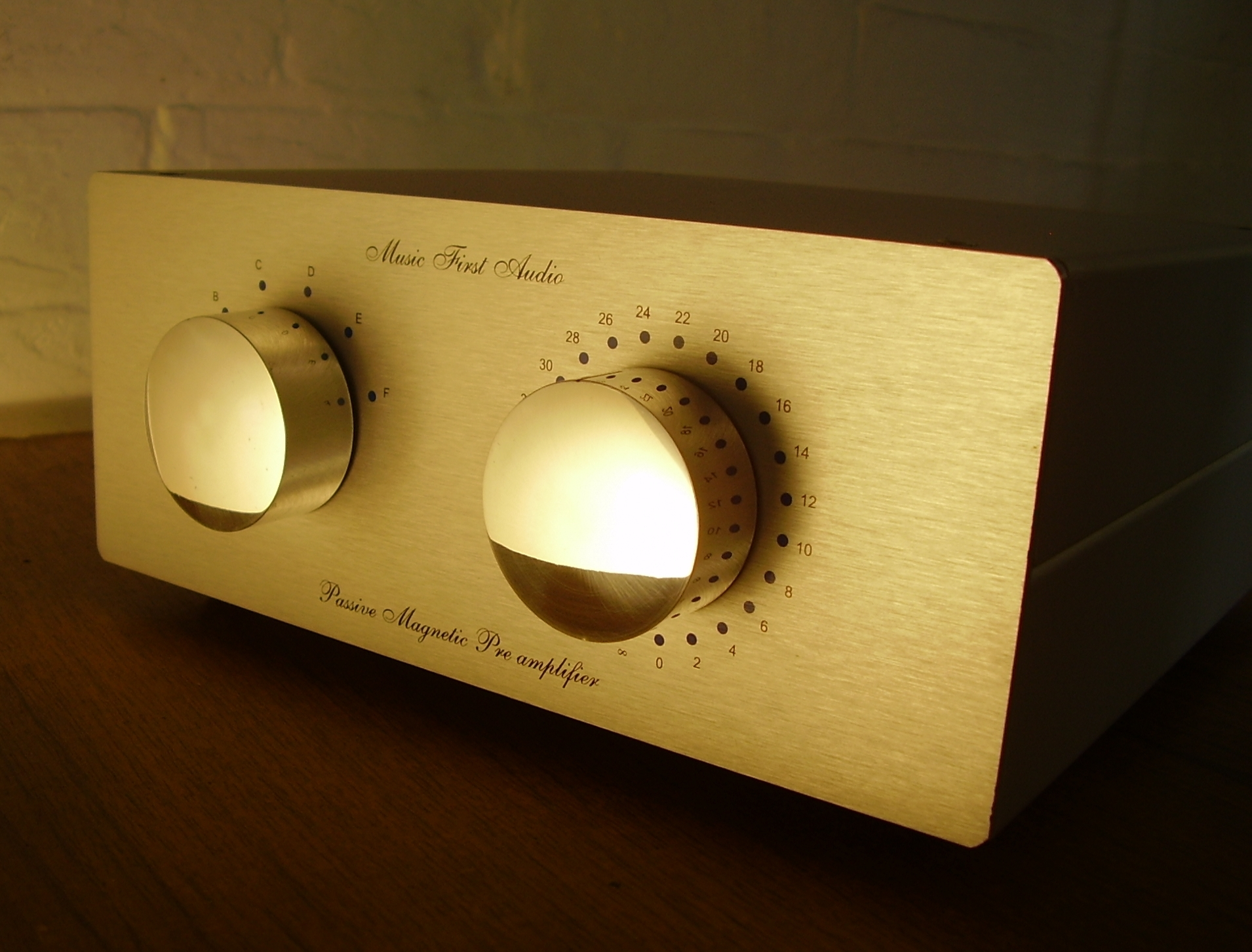
مثال على مضخم أولي ستريوفوني متطور.

المضخم الأولي (بالإنجليزية: preamplifier)‏ هو مضخم إلكتروني يحول الإشارات الكهربائية الضعيفة لإشارة خارجة قوية بما فيه الكفاية لتحتوي على ضجيج ولتستمر معالجتها أو لترسل لمضخم صوتي ومكبر صوت، وبدونه تكون الإشارة النهائية صاهبة أو مشوهة. تستعمل المضخمات الأولية عادة لتضخيم إشارات من مستشعرات تناظرية مثل الميكروفونات واللاقطات، ولهذا يوضع المضخم الأولي عادة قرب المستشعر لإنقاص تأثيرات الضجيج والتداخل الكهرومغناطيسي.

## وصف
يكون المضخم الأولي خطيا (له كسب مستقر أثناء عمله) وله معاوقة داخلية عالية (يتطلب تيارا منخفضا فقط ليستشعر الإشارة الداخلة)، ومعاوقة خارجية منخفضة (عندما يخرج تيارا يحدث تغير طفيف فقط في الجهد الخارج). يستعمل لتضخيم قوة الإشارة لتشغيل الكابل المرتبط بالآلة الرئيسية دون تخغيض نسبة الإشارة إلى الضجيج بشكل كبير، وتعتبر قدرة تعامل المصخم الأولي مع الضجيج ضرورية جدا. وفقا لصيغة Friis عندما يكون كسب المضخم الأولي مرتفعا، يحدد نسبة الإشارة إلى الضجيج للإشارة النهائية كل من نسبة الإشارة إلى الضجيج للإشارة الداخلة وعامل ضجيج المضخم الأولي.
تتوفر ثلاثة أنواع بسيطة من المضخم الأولي:
- المضخم الأولي الحساس للتيار
- مضخم السعة الطفيلية الأولي
- المضخم الأولي الحساس للشحن